# Loretokapel (Thorn)
De Loretokapel of Kapel Onder de Linden is een kapel in Thorn, gelegen aan Kapel 4, in de Nederlandse gemeente Maasgouw.
Op ongeveer 300 meter naar het oosten staat de Sint-Antoniuskapel, op ongeveer 400 meter naar het zuidoosten de Sint-Annakapel, op ongeveer 600 meter naar het zuiden de Sint-Nepomucenuskapel en op ongeveer 725 meter naar het westen staat de Sint-Hubertuskapel.
De kapel is gewijd aan Maria, specifiek aan Onze-Lieve-Vrouw van Loreto.

## Geschiedenis
De kapel werd gebouwd in 1673 in opdracht van Clara Elisabeth van Manderscheidt Blankenheim, die kanunnikes was in de Abdij van Thorn. Het is een zogenaamde Loretokapel, gemodelleerd naar het huis van Maria, zoals dat volgens de legende in 1291 door engelen naar het stadje Loreto zou zijn overgebracht.
In 1796 werd door de Fransen beslag op de kerkelijke goederen gelegd, maar in 1803 werd de kapel teruggekocht door kanunnik Broeckmeulen. Na diens dood in 1822 kwam de kapel aan de parochie.
In 1811 werd de kapel naar het westen toe uitgebreid met een hoger deel. In 1898 werd een biechtkapel aangebouwd.

## Gebouw
Het geheel lijkt uit twee aan elkaar vastgebouwde kapellen te bestaan, elk gedekt met een zadeldak en voorzien van een dakruiter. Deuren en vensters zijn met hardsteen omlijst. Het gebouw is witgeschilderd.
Het 17e-eeuwse deel van de kapel heeft stucplafonds uit 1773, ontworpen door Balthazar van Drogenbroeck. De daar aangebrachte medaillons geven episoden uit de legende van Loreto weer, en ook de heiligen Franciscus en Clara. In het deel van 1811 werden in 1813 eveneens medaillons aangebracht, nu in empirestijl en door V. Dambacher ontworpen. Op de zangtribune werd een chronogram aangebracht, dat luidt: CresCente aCCUrsU CresCebat forMa saCeLLI, wat het jaartal 1811 oplevert.
In het oudste deel bevindt zich een altaar uit 1673, rijk versierd met houtsnijwerk.
Naast de kapel staat het kapelhoes, de rectorswoning uit 1676, later onder meer ook in gebruik als café voor de bedevaartgangers.
De kapel is geklasseerd als Rijksmonument.